# Donghuang (häradshuvudort i Kina, Guizhou Sheng, lat 28,33, long 106,22)
Donghuang (kinesiska: 东皇, 习水县) är en häradshuvudort i Kina. Den ligger i provinsen Guizhou, i den sydvästra delen av landet, omkring 190 kilometer norr om provinshuvudstaden Guiyang. 